# Filip Jazvić
Filip Jazvić (Bugojno, 22 ottobre 1990) è un calciatore croato, centrocampista del Cibalia.